# Pseudostenophylax dikaios
Pseudostenophylax dikaios är en nattsländeart som beskrevs av Schmid 1961. Pseudostenophylax dikaios ingår i släktet Pseudostenophylax och familjen husmasknattsländor. Inga underarter finns listade i Catalogue of Life.